# Ardrahan (fromage)
L’Ardrahan est un fromage fermier à pâte molle, fabriqué en Irlande à base de lait de vache. Il est originaire de la ferme d'Ardrahan, à Kanturk, dans le comté de Cork. Ce fromage est fabriqué avec des techniques traditionnelles par Eugene et Mary Burns depuis 1983. Il est entièrement fabriqué à partir du lait de l’exploitation. Les vaches sont de race frisonne. 
L’Ardrahan a un taux de matière grasse de 25 %. C’est un fromage végétarien fait à partir de lait entier et de présure végétarienne.
L’Ardrahan a remporté de nombreuses médailles dans différents « British Cheese Awards » et une médaille d'or « World Cheese Awards »